# Sphaeronycteris toxophyllum
Sphaeronycteris toxophyllum es una especie de murciélago microquiróptero de la familia Phyllostomidae. Es la única especie del género Sphaeronycteris.

## Distribución
Se encuentra en Bolivia, Brasil, Colombia, Perú, Ecuador y Venezuela.